# Alfonz Bednár
Alfonz Bednár (19. října 1914, Rožňová Neporadza (dnes Neporadza) – 9. listopadu 1989, Bratislava), byl slovenský prozaik, scenárista a překladatel, který použil novátorské tvůrčí postupy při zobrazování společenské situace po druhé světové válce. Obohatil též literární zpracování Slovenského národního povstání. Je autorem scénáře jednoho z nejuznávanějších snímků slovenské kinematografie Slnko v sieti.

## Životopis
Pocházel z rolnické rodiny. Lidovou školu vychodil v Bošianskej Neporadzi. Gymnázium navštěvoval v Nitře (1926-1930) a v Trenčíně (1930 -1934). Po maturitě studoval na Filozofické fakultě v Praze a v Bratislavě. Působil jako středoškolský profesor v Liptovském Mikuláši a v Bardejově. Po roce 1945 pracoval na pověřenectvu informací v Bratislavě, byl lektorem vydavatelství Pravda a redaktorem vydavatelství Slovenský spisovatel. Od roku 1960 pracoval jako dramaturg a scenárista v Československém filmu v Bratislavě.

## Tvorba
Již během války publikoval v odborném tisku několik článků o výuce slovenského jazyka. Do literatury vstoupil po roce 1945 jako překladatel. Věnoval se překladům americké a anglické prózy. V té době vydal i knihy veršů pro děti. Už prvním románem se Bednár představil jako umělecky zralý epický prozaik. Byl autorem, který se dokázal vzepřít hotovým schématům poplatným ideologii padesátých let. Šel svou vlastní tvůrčí cestou.
Bednár při tvorbě románů vycházel z přesvědčení, že člověka různě determinuje minulost (válečné zkušenosti, Slovenské národní povstání), a také v poválečné době ovlivňuje jeho rozhodování a jednání. Umělecky silným způsobem zobrazoval pudové stránky v člověku – i v takovém, který během povstání stál na "správné" straně dějin. Tehdejší kritika označovala jeho díla za "netřídní" a "abstraktně humanistická".
Bednár moderním epickým způsobem popisoval slovenskou vesnici v jejím půlstoletém vývoji. Jeho úsilí však bylo brzděno cenzurou, proto komplexní zpracování problematiky vesnice mohlo vyjít až po pádu socialismu – v roce 1992 vyšla jeho románová epopej Role.
V druhé polovině šedesátých let se začal Bednár orientovat na současnost. Svými knihami kladl nepříjemné otázky socialistické přítomnosti. Satiricky a ironicky pranýřoval nedostatky každodenní hovorové slovenštiny, nevhodná slova, zažité slovní mechanismy, nesmyslné slogany a zvláště významovou prázdnotu šlágrových textů. Zvolil si formu alegorie a satiry. Jeho knihy z toho období jsou kritikou lidí moderní doby, kterým chybí pozitivní vnitřní síly a citové rodinné vazby.
Napsal také cestopis a je autorem několika televizních a filmových scénářů. V roce 1963 pořídil Alfonz Bednár první svazek Dějin slovenské literatury, vysokoškolské učebnice, v níž uplatnil osobitý pohled na problematiku a novou koncepci literárních dějin.
V roce 1994 vyšla Bednárově dceři Kateřině kniha o něm pod názvem Z rozhovorov alebo Edele a iné veci tohto sveta.

### Tvorba pro děti
- 1949 – Strom
- 1950 – Márne chúťky na pochúťky
- 1963 – Dva stromy

### Próza
- 1945 – Lecgou
- 1954 – Sklený vrch
- 1956 – Hodiny a minúty
- 1960 – Cudzí
- 1964 – Hromový zub
- 1968 – Balkón bol privysoko
- 1970 – Za hrsť drobných (v kazete z Péšávaru)
- 1974 – Za hrsť drobných (v umelom Cézarovi)
- 1978 – Pri holbách smoly
- 1981 – Za hrsť drobných (z rozvojovej planéty Tryfé)
- 1985 – Ako sme sušili bielizeň
- 1986 – Výpoveď
- 1988 – Ad revidendum, Gemini
- 1989 – Osamelý Havran
- 1993 – Veniec na tanieri

### Scénáře
- 1957 – Kolíska
- 1968 – Smola a slzy
- 1968 – Génius
- 1968 – Tri scenáre (zrežíroval Štefan Uher)
  - 1962 – Slnko v sieti
  - 1963 – Organ
  - 1966 – Tri dcéry
- 1971 – Javor a Juliana
- 1974 – Veľká noc, veľký deň
  - 1975 – Penelopa
- 1977 – Kamarátky
- 1979 – Moje kone vrané

### Cestopisy
- 1958 – Grécke zátišie

### Překlady
- 1949 – W.Z.Forster: Súmrak svetového kapitalizmu
- 1948 – Jerome Klapka Jerome: Traja v člne
- 1949 – Jerome Klapka Jerome: Traja na voľnej vôľuške
- 1948 – Jack London: Majster alkohol
- 1954 – Howard Fast: Spartakus
- 1959 – Ernest Hemingway: Komu zvonia do hrobu
- 1964 – Ernest Hemingway: Zbohom zbraniam
- 1959 – George Bernard Shaw: Cashel Byron profesionál
- 1961 – John Galsworthy: Moderná komédia
- 1961 – Ivan Olbracht: Nikola Šuhaj lúpežník
- Mark Twain: Tom Sawyer a Huckleberry Finn
- Daniel Defoe: Robinson Crusoe
- Arthur Conan Doyle: Dobrodružstvá Sherlocka Holmesa